# Žana Lelas
Žana Lelas (Split, República Socialista de Croacia, República Federativa Socialista de Yugoslavia, 28 de mayo de 1970 - Split, Croacia, 15 de septiembre de 2021) fue una jugadora de baloncesto y medallista olímpica yugoslava y actriz y entrenadora de baloncesto croata. 

## Biografía
Con una altura de 1.88 m., se desempeñaba en la posición de pívot.
Consiguió dos medallas en competiciones oficiales con Yugoslavia.